# 農業機械整備技能士
農業機械整備技能士（のうぎょうきかいせいびぎのうし）とは、国家資格である技能検定制度の一種で、都道府県職業能力開発協会（問題作成等は中央職業能力開発協会）が実施する、農業機械整備に関する学科及び実技試験に合格した者をいう。

## 概要
農業機械の整備に関する技能を認定する国家資格(名称独占資格)である。
等級には、1級と2級があり、それぞれ上級技能者、中級技能者が通常有すべき技能の程度と位置づけられている。

## 実技作業試験内容（農業機械整備作業）
- 1級
  - 作業試験：電気回路の不良箇所の判定、トラクタの不良箇所の整備、電気回路の配線、傾斜検出センサによる出力電圧の測定、トラクタのバッテリ電圧・充電電圧の測定及びトラクタの点検について行う。試験時間＝50分
  - ペーパーテスト：トラクタ、コンバイン及び乾燥機に関し、予防・保守整備、工数見積り及び溶接等の基礎技能について行う。また、乾燥機に関し、故障箇所の発見、故障箇所の整備、点検・調整及び機能の確認について行う。試験時間＝1時間
- 2級
  - 作業試験：電気回路の不良箇所の判定、電磁バルブの整備、電気回路の配線、インジェクションノズルの噴射圧力の調整、可変抵抗器による抵抗測定・回転角度測定、導線の導通テスト及び抵抗測定、トラクタの点検について行う。試験時間＝1時間5分
  - ペーパーテスト：トラクタ、コンバイン及び乾燥機に関し、予防・保守整備及び溶接等の基礎技能について行う。また、乾燥機に関し、故障箇所の発見、故障箇所の整備、点検・調整及び機能の確認について行う。試験時間＝1時間

## 取得後の称号
技能検定に合格すると等級に応じて技能士の称号が付与される。名刺やホームページなどに資格を表記する際には「1級農業機械整備技能士」、「2級農業機械整備技能士」のように等級を明示する必要がある。等級の非表示、等級表示位置の誤り、職種名の省略表示などは不可である。
なお、職業能力開発促進法により、農業機械整備技能士資格を持っていないものが農業機械整備技能士と称することは禁じられている。